# Bělč
Bělč je přírodní rezervace vyhlášená 12. dubna 1955. Nachází se na katastrálním území Malechova, který je součástí obce Dolany v okrese Klatovy, západně od města Švihov. Pokrývá plochu 9,44 ha.
Rezervace zahrnuje část buližníkového vrchu Běleč východně od jeho nejvyššího bodu, který leží v nadmořské výšce 711 metrů. Západní okraj rezervace zasahuje skoro k vrcholu kopce (maximální nadmořská výška 690 metrů). Téměř celé chráněné území pokrývá les, lze jej charakterizovat jako květnatou bučinu, stáří bukového porostu dosahuje až 200 let. Mezi dřevinami dominuje buk lesní (Fagus sylvatica), roste zde i javor mléč (Acer platanoides), javor klen (Acer pseudoplatanus), dub zimní (Quercus petraea), jedle bělokorá (Abies alba) a další druhy. V bylinném patře jsou zastoupeny především rostliny kyselých biotopů. Rezervace je také domovem řady živočichů, hnízdí zde například čáp černý (Ciconia nigra) a krahujec obecný (Accipiter nisus).
Nebezpečí pro rezervaci představuje zejména vysazování nepůvodních dřevin, možnost přemnožení muflonů, kteří jsou tu vysazováni, rozšiřování lomu Krušec, který těsně sousedí s chráněným územím, a další nevhodné vlivy okolí.
Rezervace Bělč leží na území evropsky významné lokality Natura 2000 Švihovské hvozdy. Nejbližší sousední přírodní rezervací je Bělyšov, který je vzdálen asi 4 km jihozápadním směrem.

## Galerie

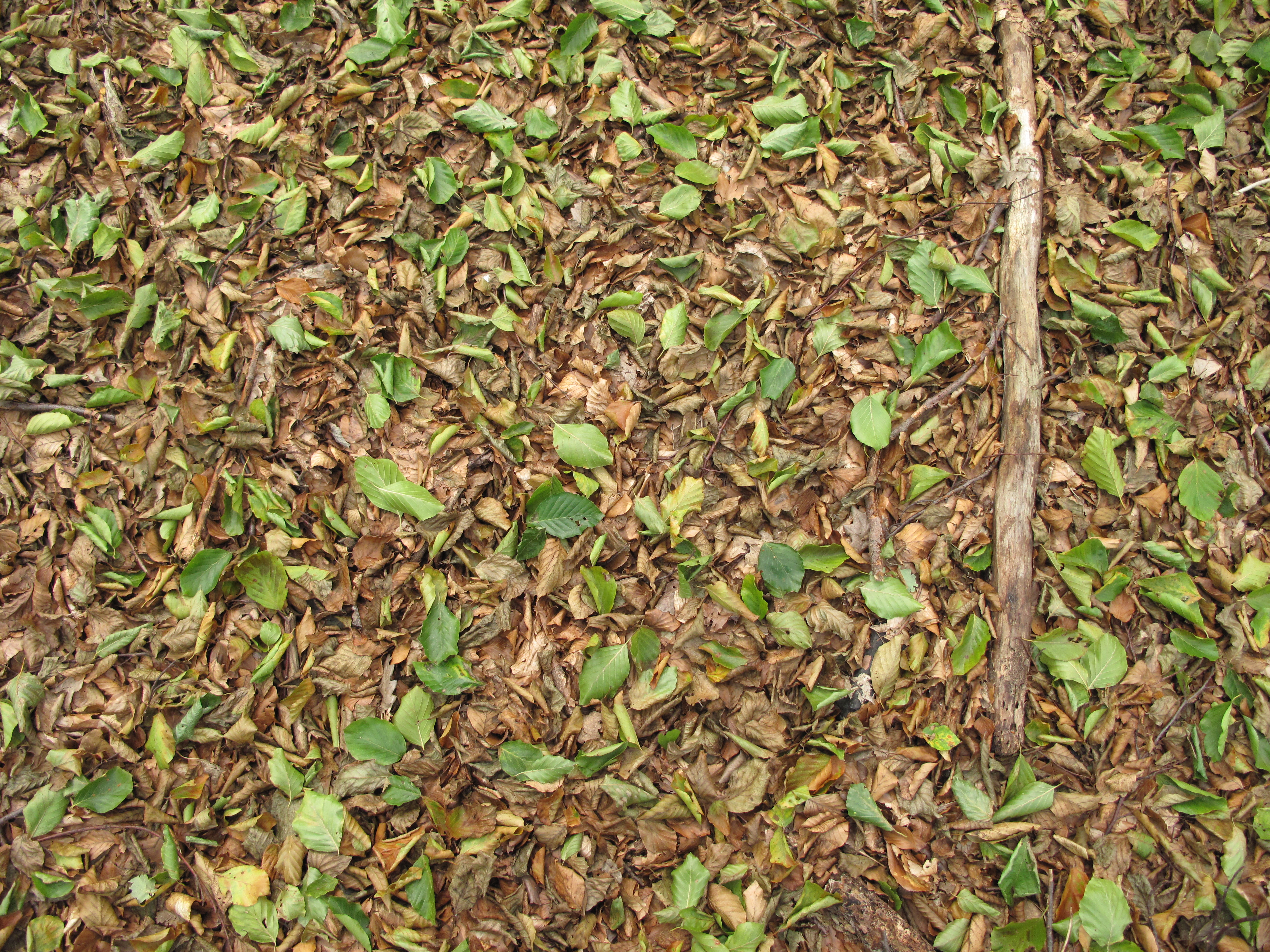
Opadané listí
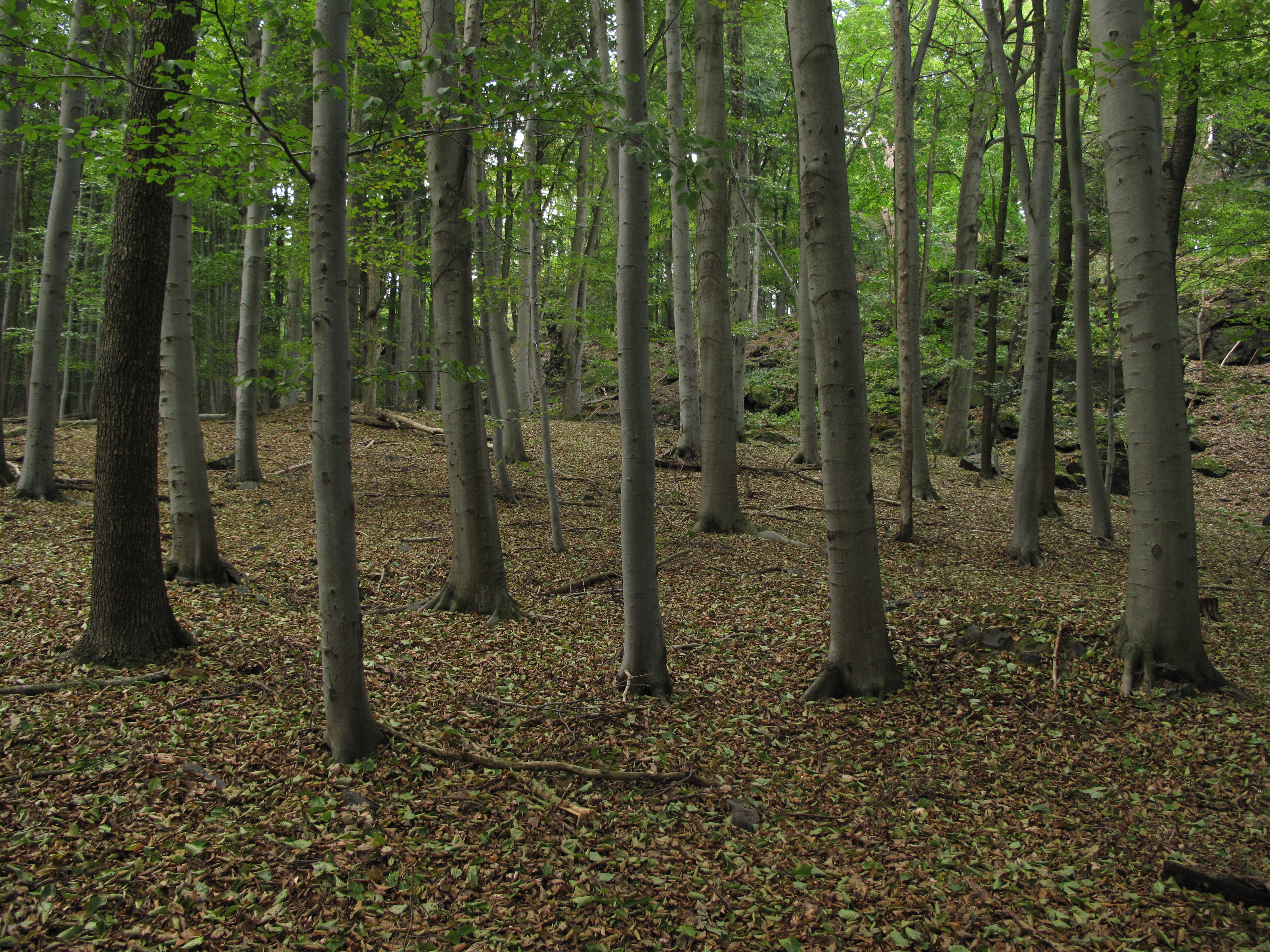
Bučina
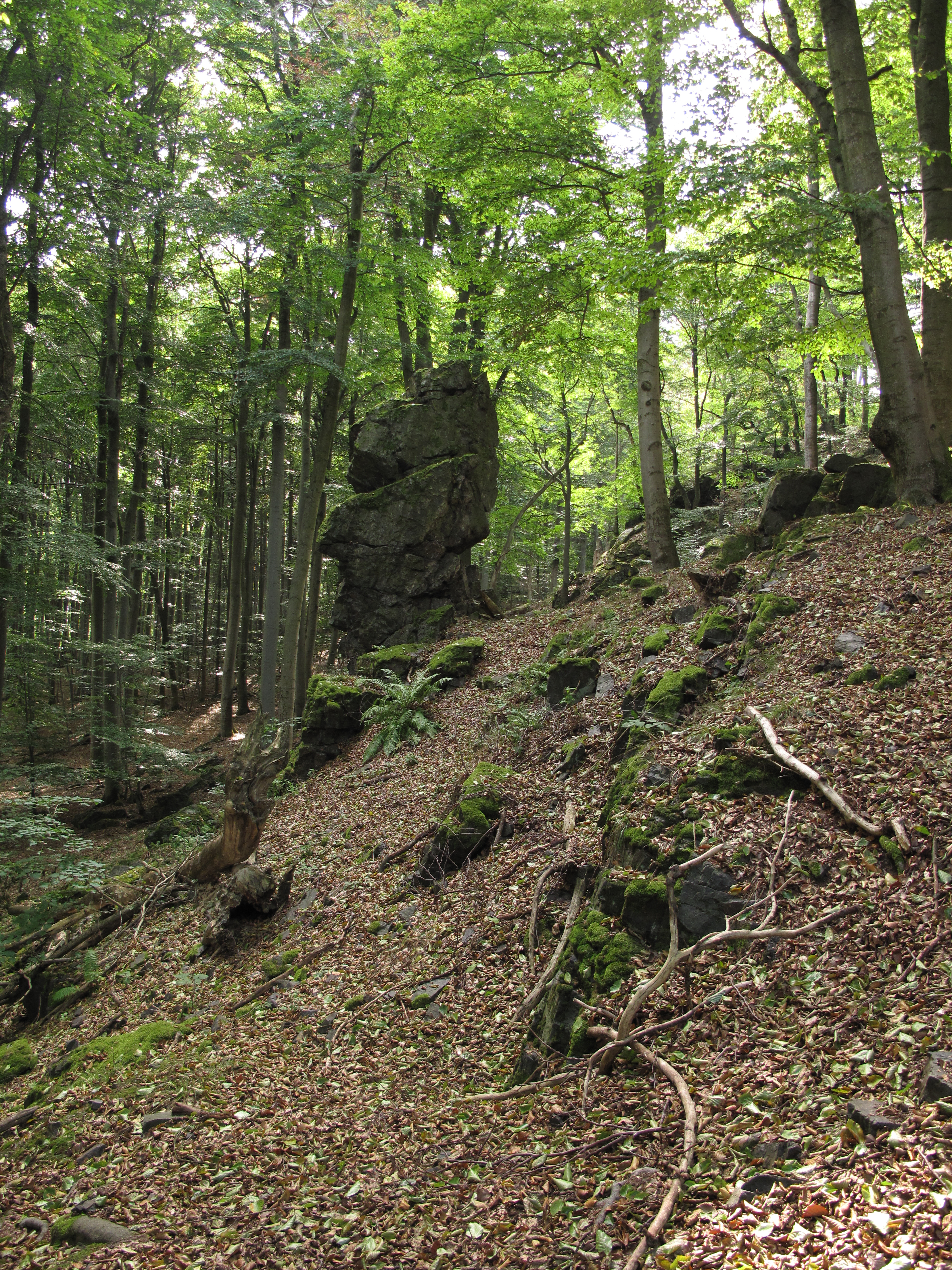
Výchozy skal